# Пулинський район
Пулинський район (1935—2016 роки — Червоноармійський) — колишня адміністративно-територіальна одиниця Волинської округи, УСРР, Київської і Житомирської областей УРСР та України з адміністративним центром у смт Пулини. Населення становить 26 600 осіб (на 15.08.2016). Площа — 855 км². Утворений в 1923 році.

## Географія
Межує на сході з Черняхівським, на північному сході — з Хорошівським; на півночі — з Ємільчинським; на північному заході — з Новоград-Волинським; на заході — з Баранівським, на південному заході — з Романівським, на півдні — з Житомирським районами.
Належить до зони Житомирського Полісся з точки зору фізико-географічного районування та до Волинського Полісся з точки зору історично-культурного поділу.
Тут переважають піщані та дерново-підзолисті супіщані ґрунти.
Корисні копалини: торф, каолін, уран, глина, пісок;
Річки: Тенька, Тня, Лісова Кам'янка, Ірша, Тартак, Світлиця-

## Населення
Станом на 1925 рік проживало:
| Національність | Кількість, осіб | Відсотки, % |
| -------------- | --------------- | ----------- |
| Українців      | 26954           | 51,9 %      |
| Євреїв         | 2113            | 4,07 %      |
| Німців         | 14821           | 28,5 %      |
| Поляків        | 7377            | 14,2 %      |
| Чехів          | 234             | 0,45 %      |
| Росіян         | 415             | 0,79 %      |
| Всього         | 51914           | 100 %       |

За даними перепису населення СРСР 1939 року чисельність населення району становила 31 656 осіб, з них українців — 23 744, росіян — 2 106, німців — 1 885, євреїв — 1 013, поляків — 2 352, інших — 556.
Етнічний склад населення району на 2001 рік був представлений наступним чином:
- українці — 88,6 %;
- поляки — 8,9 %;
- росіяни — 2 %;
- інші національності — 0,5 %[2].

## Історія

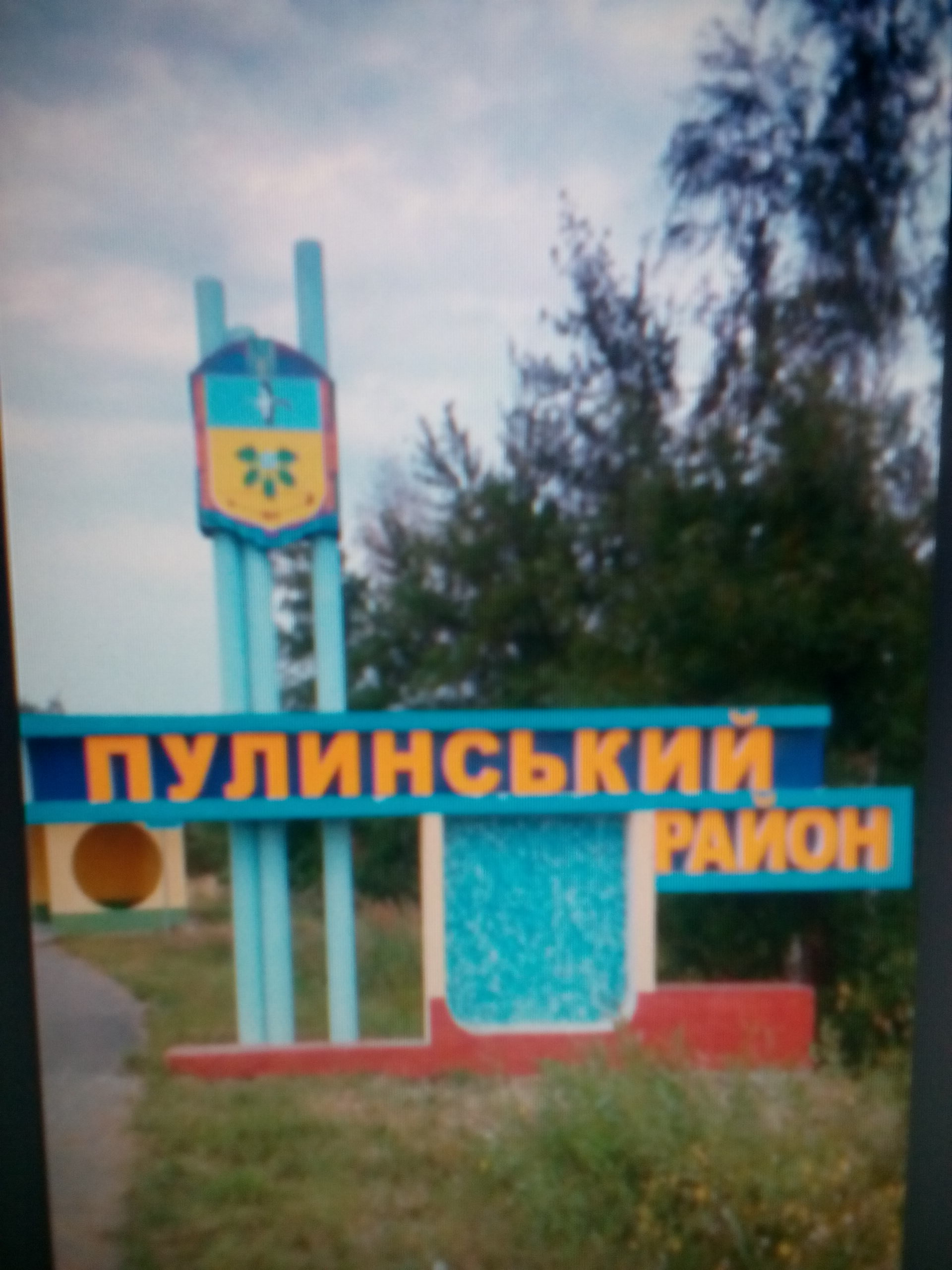
Знак при в'їзді в район зі сторони Житомира

Район утворений 7 березня 1923 року в складі Житомирської округи Волинської губернії з 21 сільської ради Пулинської волості Житомирського повіту та Курненської волості Новоград-Волинського повіту.
3 червня 1930 року район було реорганізовано в Пулинський національний (німецький) район, (нім. Deutscher Kreis Pulin; рос. Пулинский немецкий район)  — адміністративно-територіальна одиниця, німецький національний район Української Соціалістичної Радянської Республіки, створений в рамках політики коренізації, з центром у містечку Пулини.
До 14 вересня 1930 — у складі Волинської округи, з вересня 1930 по лютий 1932 підпорядкований центру, з лютого 1932 по 1935 — у складі Київської області, із 4 травня 1935 — Новоград-Волинської округу Житомирської області.
В нього були включені 30 сільських рад, які раніше знаходилися не території Пулинського та Володарського районів Волинської округи, а також Барашівського району Коростенської округи.
Внаслідок Голодомору 1932—1933 за даними різних джерел, у районі загинуло 535 чол., імена яких на сьогодні встановлено.
У 1935 році Пулинський німецький район був ліквідований «в зв'язку з економічною слабкістю» за постановою Політбюро КП(б)У «Про Мархлевський і Пулинський райони» від 17 вересня 1935 року і за постановою ВУЦВК під аналогічною назвою від 3 жовтня 1935 р.
У 1935 році з частин розформованих Мархлевського і Пулинського районів і частини Новоград-Волинського району утворено Червоноармійський район з адміністративним центром в Червоноармійську. Решта території розформованого Пулинського району ввійшла до Барашівського, Володарсько-Волинського, Черняхівського районів і Житомирської міськради.
До складу новоствореної Житомирської області увійшов 22 вересня 1937 року.
В 1941-43 роках територія району входила до складу гебітскомісаріату Звягель Генеральної округи Житомир. Було утворено 8 сільських управ.
30 грудня 1962 року район було розформовано, територію поділено між Ємільчинським, Новоград-Волинським та Черняхівським районами. Відновлений 8 грудня 1966 року.
19 травня 2016 року районові повернено історичну назву — Пулинський.
Ліквідований відповідно до постанови Верховної Ради України від 17 липня 2020 року «Про утворення та ліквідацію районів».

## Адміністративний устрій
Адміністративно-територіально район поділяється на селищну та 3 сільських об'єднаних територіальні громади і сільську раду, які об'єднують 67 населених пунктів та підпорядковані Пулинській районній раді. Адміністративний центр — смт Пулини.

## Транспорт
Територією району проходить автошлях E40М06.

## Освіта
Мережа загальноосвітніх навчальних закладів нараховує: 30 загальноосвітніх навчальних закладів, в тому числі 4 — І ступеня, 13 — І-ІІ ступеня, 12 — І-ІІІ ступеня, 1 гімназія, 1 професійно-технологічний ліцей, школа мистецтв, 2- ДЮСШ, в яких навчається 2966 дітей.
У школах працює 464 вчителі та 40 педпрацівників дитячих дошкільних закладів. Комп'ютеризовано усі ЗОШ І-ІІІ ступеня.
Охоплено профільним навчанням вісім шкіл за такими напрямками: суспільно-гуманітарний, природничо-математичний, технологічний, спортивний.
Функціонує 15 дитячих садків, ними охоплено 455 дітей дошкільного віку.

## Охорона здоров'я
В районі працює центральна районна лікарня на 105 ліжок, дільнична лікарня (с. Соколів) на 15 ліжок, 5 сільських лікарських амбулаторій, 14 фельдшерсько-акушерські пункти, 21 фельдшерські пункти. При райполіклініці організовано дільницю загальної практики сімейної медицини.

## Культура
Зараз в районі діє 69 закладів культури: районний будинок культури, 4 бібліотеки, школа мистецтв, 18 сільських Будинків культури, 24 сільські клуби, 22 сільські бібліотеки та районна картинна галерея «Пулинські барви».
Пулинська музична школа відкрита в 1969 році. Директором школи був призначений І. Ф. Мамайчук. За час роботи школи повний курс навчання пройшли близько 450 випускників. Близько 20 працюють викладачами в галузі культури, освіти. 

## Пам'ятки культури, археології
На території району нараховується 67 пам'яток історії та культури місцевого значення, у тому числі 8 пам'яток археології і 2 пам'ятки природи — Тетеревиний тік і Яремів ліс.
Діє в навчальних закладах 7 музеїв різного спрямування. В Очеретянській ЗОШ І-ІІ ступеня імені К. М. Новрузалієва функціонує комплекс музеїв: Великої Вітчизняної війни, історії села, школи, природи та 2 виставкові зали.

## Релігія
На території району діє 33 релігійні організації, які представляють 6 конфесійних напрямків. Відправляються служби в 32 кам'яних та дерев'яних культових спорудах.

## Фізична культура та спорт
Спортивні об'єкти району налічують: 1 стадіон в смт. Пулини, 23 спортивні майданчики, 20 футбольних полів, 9 спортивних залів, 15 приміщень для занять фізичною культурою, 1 поле зі штучним покриттям.

## Сільське господарство

### Зернові
За 10 місяців 2016 року валове виробництво сільгосппродукції становить 68,3 млн грн, що на 134 % більше відповідного періоду минулого року. Зважаючи на несприятливі погодні умови, урожайність зернових залишилася на рівні минулого року і у середньому по району становить 20,7 ц/га.
Посів озимих зернових культур проведено на площі 3932 га, що становить 90 % до запланованих площ. Господарства району для сортозміни і сортооновлення закупили 90 тонн елітного насіння озимих культур.

### Тваринництво
Тваринництвом в районі займаються 14 сільгосппідприємств району. Поголів'я ВРХ становить 1438 голів, у тому числі — 912 корів, свиней нараховується 3050 та 96 тис. поголів'я птиці. За 10 місяців 2016 року вироблено 1552 т молока (на 11 % більше минулого року), м'яса вирощено 1657 т (на 7 % більше від минулого року). Досить непоганими є середньодобові прирости по ВРХ — 502 г та у свиней — 511 г. Удій на фуражну корову становить 2100 кг, що на 297 кг більше, ніж у минулому році

## Список сіл району
| Назва               | Підпорядкування               |
| ------------------- | ----------------------------- |
| Андріївка           | Андріївська сільська рада     |
| Бабичівка           | Бабичівська сільська рада     |
| Березова Гать       | Курненська сільська рада      |
| Білка               | Старомайданська сільська рада |
| Будище              | Бабичівська сільська рада     |
| Буряківка           | Пулинська селищна рада        |
| Великий Луг         | Великолугівська сільська рада |
| Веселе              | Пулинська селищна рада        |
| Веснянка            | Кошелівська сільська рада     |
| Видумка             | Бабичівська сільська рада     |
| В'юнки              | В'юнківська сільська рада     |
| В'язовець           | Кошелівська сільська рада     |
| Грузливець          | Стрибізька сільська рада      |
| Гута-Юстинівка      | Новозаводська сільська рада   |
| Зелена Діброва      | Теньківська сільська рада     |
| Зелена Поляна       | Зеленополянська сільська рада |
| Івановичі           | Івановицька сільська рада     |
| Калиновий Гай       | Стрибізька сільська рада      |
| Колодіївка          | Ялинівська сільська рада      |
| Корчівка            | Мартинівська сільська рада    |
| Кошелівка           | Кошелівська сільська рада     |
| Курне               | Курненська сільська рада      |
| Мартинівка          | Мартинівська сільська рада    |
| Мирне               | Зеленополянська сільська рада |
| Муравня             | Тетірська сільська рада       |
| Нарцизівка          | Зеленополянська сільська рада |
| Неборівка           | Мартинівська сільська рада    |
| Новий Завод         | Новозаводська сільська рада   |
| Новини              | Великолугівська сільська рада |
| Олізарка            | В'юнківська сільська рада     |
| Очеретянка          | Очеретянська сільська рада    |
| Павлівка            | Павлівська сільська рада      |
| Підлісне            | Стрибізька сільська рада      |
| Поплавка            | Ялинівська сільська рада      |
| Пулино-Гута         | Пулино-Гутська сільська рада  |
| Радецька Болярка    | Кошелівська сільська рада     |
| Радецьке Будище     | Кошелівська сільська рада     |
| Рудокопи            | Андріївська сільська рада     |
| Сколобів            | Кошелівська сільська рада     |
| Слобідка            | Стрибізька сільська рада      |
| Соколів             | Соколівська сільська рада     |
| Стара Олександрівка | Ялинівська сільська рада      |
| Стара Рудня         | Теньківська сільська рада     |
| Старий Майдан       | Старомайданська сільська рада |
| Стрибіж             | Стрибізька сільська рада      |
| Тартачок            | Новозаводська сільська рада   |
| Теньківка           | Теньківська сільська рада     |
| Тетірка             | Тетірська сільська рада       |
| Трудове             | Новозаводська сільська рада   |
| Ужівка              | Кошелівська сільська рада     |
| Улашанівка          | Андріївська сільська рада     |
| Ходорівка           | Тетірська сільська рада       |
| Цвітянка            | Курненська сільська рада      |
| Червоносілка        | Великолугівська сільська рада |
| Чернявка            | Пулино-Гутська сільська рада  |
| Чехівці             | Новозаводська сільська рада   |
| Шереметів           | Павлівська сільська рада      |
| Юлянівка            | Ялинівська сільська рада      |
| Ягодинка            | Пулинська селищна рада        |
| Ялинівка            | Ялинівська сільська рада      |
| Ясенівка            | Пулино-Гутська сільська рада  |
| Ясна Поляна         | Очеретянська сільська рада    |
| Ясногірка           | Ялинівська сільська рада      |

## Політика
25 травня 2014 року відбулися Президентські вибори України. У межах Пулинського району були створені 53 виборчі дільниці. Явка на виборах складала — 66,65 % (проголосували 11 386 із 17 083 виборців). Найбільшу кількість голосів отримав Петро Порошенко — 51,19 % (5 829 виборців); Юлія Тимошенко — 21,74 % (2 475 виборців), Олег Ляшко — 9,97 % (1 135 виборців), Сергій Тігіпко — 6,46 % (735 виборців). Решта кандидатів набрали меншу кількість голосів. Кількість недійсних або зіпсованих бюлетенів — 0,99 %.